# Charonia tritonis
Il tritone lucido (Charonia tritonis (Linnaeus, 1758)) è un mollusco gasteropode appartenente alla famiglia Charoniidae, molto ricercato per la conchiglia, che può raggiungere ragguardevoli dimensioni.

## Distribuzione e habitat
Diffuso nel Pacifico e nell'Indiano. È presente anche nel Mediterraneo (Canale di Sicilia) a profondità comprese tra i 20 e i 40 m.